# Chloropsina delicata
Chloropsina delicata är en tvåvingeart som beskrevs av Becker 1911. Chloropsina delicata ingår i släktet Chloropsina och familjen fritflugor. Inga underarter finns listade i Catalogue of Life.